# 灵活就业
灵活就业（英語：flexible employment）是与有稳定单位、工作场所的传统全日制就业不同的各类就业形式的总称， 如兼职、自由职业、个体工商户、劳务派遣等。2020年，国务院印发《关于支持多渠道灵活就业的意见》，把支持灵活就业作为稳就业和保居民就业的重要举措。目前，中国灵活就业人员规模超过2亿人。据李克强称，灵活就业會在中国長期存在，要逐步完善相關保障。

## 类型
1. 自主创业。指创立企业（包括参与创立企业），或者是新企业的所有者、管理者。包括个体经营和合伙经营两种类型，包含以下三种情况：
  1. 创立公司（含个体工商户）；
  2. 在孵化机构中创业，暂未注册或注册当中；
  3. 电子商务创业，利用互联网平台从事经营活动，如开设网店等
2. 自由职业。指以个体劳动为主的一类职业，如作家、自由撰稿人、翻译工作者、中介服务工作者、某些艺术工作者、互联网营销工作者、公众号博主、电子竞技工作者等。
3. 其他录用形式就业。用人单位不签订就业协议或劳动合同，仅提供聘用证明。[5]

## 评价

### 正面评价
光明网评论员认为，灵活就业已成为中国劳动力市场的一种重要就业形态。虽然确有少数年轻人在就业难状态下无奈选择灵活就业的情况发生，但灵活就业在多数情况下是年轻人的自愿选择，无需过度忧虑。
中國國家統計局前副局長許憲春在接受《財經》雜誌副主編蘇琦采访时认为，用私家车拉活、出租闲置房屋赚钱等灵活就业形式可以解決許多就業問題，从而缓解新冠疫情和畢業人數增加導致年轻人赚钱、就业压力大的问题。但中国大陸網友认为，有闲置房屋就代表着不需在乎就業問題，这类观点的出现说明了“執政者已經開始不了解底層的人民”，可以说是“現代版的何不食肉糜”。

### 中性评价
经济日报认为，灵活就业具有職位進出寬鬆、工作時間靈活的优点，契合部分求職者需要，并且也使企業有了創新商業模式的更多選擇；但因为灵活就业仍有法規依據不足、保障不完善等问题，灵活就业群体仍然收入不穩、前景不明。

### 负面评价
曾任教中国华中师范大学、现台湾国立联合大学通识教育中心兼任助理教授萧衡钟说：“灵活就业实际上就是没有工作，感觉两种解释都有，享受自主也有，无奈选择也有，但或许更多的是无奈，整体上还是一个就业市场比较凋敝的表现。”台湾世新大学前国际事务处处长吴巨盟表示，灵活就业就是所谓的临时派遣工或是短期契约工，整体福利并不佳，工作也相对不稳定，因此可能会变成中国新的“无产阶级”和“新贫一族”。在推特上以“墙国蛙蛤蛤”自居的中国90后认为，以“灵活就业人口高达2亿”这类描述代替“失业潮”等描述是中国荒诞现实的体现。
中国劳工通讯媒体主管杰夫·克罗索尔（英語：Geoff Crothall）在接受美国之音采访时认为，在劳动法执行松散的背景下，灵活就业会给予雇主更大的权力，令他们可以无视劳动法去设定雇员的工时和报酬。